# Szuriszan állomás
Szuriszan (Surisan) állomás a szöuli metró 4-es vonalának állomása; Kunpho (Gunpo) városában található. Nevét a Szuriszan (Surisan) hegyről kapta.

## Viszonylatok
| 4-es vonal                                 | 4-es vonal                | 4-es vonal                                   |
| ------------------------------------------ | ------------------------- | -------------------------------------------- |
| Szanbon (Sanbon) Tanggoge (Danggogae) felé | személy- és expresszvonat | Tejami (Daeyami) Anszan (Ansan) és Oido felé |